# Conte de presse
Le conte de presse, également appelé conte de journal, est une fiction courte qui paraît dans les journaux quotidiens ou revues hebdomadaires à partir des années 1880 en France.
Genre littéraire en vogue dans la presse française entre la fin du XIXe siècle et la moitié du XXe siècle, le conte de presse est alors prisé par un grand nombre d'écrivains, qui y voit outre l'occasion de s'assurer de revenus stables, le moyen de se faire connaître auprès du lectorat. Après son apogée durant la période de l'entre-deux-guerres, le genre finit par disparaître après la Seconde Guerre mondiale.

## Définition et périmètre du conte de presse
Du fait de sa particularité d'être un récit de faible longueur — environ 1 500 mots — publié dans la presse, il obéit à des règles spécifiques. En effet, l'écrivain recherche l'efficacité du récit en isolant un élément en particulier parmi l'ensemble des traits qui constituent un événement ou le destin d'une personne. Ne possédant ni introduction, ni développement élaboré, le conte de presse doit être dès les premières lignes orienté vers le dénouement. Celui-ci fonctionne d'ailleurs sur le principe d'une fin brève, une sorte de « coup de griffe final » qui doit être une manière prompte et efficace de clore le récit. En effet, parce que les fins classiques des fictions longues n'y sont pas adaptées, les fins heureuses sont remplacées par des chutes maniant l'ironie du destin et l'humour noir. C'est d'ailleurs ces dénouements malheureux — ou tout au moins d'apparence désagréable — qui ont valu à ce genre le vocable de « conte cruel », après sa première utilisation par Auguste de Villiers de L'Isle-Adam en 1883. 
Durant plusieurs décennies — entre 1880 et 1940 — de nombreux écrivains se sont prêtés à l'exercice du conte de presse, à l'instar de Guy de Maupassant, Auguste de Villiers de L'Isle-Adam, Marcel Schwob, Maurice Leblanc... Néanmoins, parce qu'il reste difficile de sans cesse se renouveler, d'une manière générale, les conteurs produisent environ une centaine de contes avant de se lasser. Quelques auteurs sont toutefois parvenus à produire des contes pendant plusieurs décennies : ainsi, si J.-H. Rosny aîné a publié plus de 2 000 contes au cours de sa carrière toutes revues confondues, Le Matin a publié  entre 1901 et 1942, 868 contes d'Albert-Jean, 700 contes de H. J. Magog et plus de 500 contes de Maurice Renard.

## Historique
À l'origine du modèle littéraire du conte de presse, les écrivains-journalistes Samuel-Henry Berthoud et Pétrus Borel publient des recueils de contes, respectivement les Contes misanthropiques (1831) et Champavert, contes immoraux (1833), qui établissent à la fois le format et la structure du conte. Ce n'est cependant qu'avec Auguste de Villiers de L'Isle-Adam que ce genre prend l'étiquette de « conte cruel » lorsqu'il compile plusieurs de ses contes de presse dans un recueil justement intitulé Contes cruels (1883).
Jusqu'à présent genre relativement marginal dans les quotidiens, le conte de presse se développe dans les années 1880, au moment justement où la production de journaux français augmente substantiellement grâce aux nouvelles technologies d'impression et de fabrication du papier. Théodore de Banville est l'un des premiers conteurs à participer à cet essor à travers sa collaboration avec le quotidien Gil Blas.
Marcel Schwob — un des principaux praticiens du conte de presse qui officie à partir des années 1880 — publie son premier recueil en 1891, Cœur double, dans lequel il écrit en introduction un manifeste de ce qu'est un conte et de sa fonction nécessairement « cruelle » envers les personnages. Il rejoint d'ailleurs à la fin des années 1880, l'entreprise de Catulle Mendès qui réunit autour de lui un groupe d'écrivains pour publier des contes dans L'Écho de Paris. En effet, Mendès a pour projet de dynamiser le genre, qui puisse à la fois proposer aux lecteurs du quotidien des histoires très diverses, tout en gardant une structure homogène pour leurs contes. Il s'entoure ainsi à partir de 1889 de Marcel Schwob, Octave Mirbeau, Jean Reibrach, Jean Richepin, Jean Lorrain ou encore Paul Margueritte. 
Ce groupe d'écrivains mènent ainsi ensemble de nombreuses expériences de constructions narratives et de techniques qui servent ensuite de modèle à un grand nombre de journaux. C'est ainsi que Le Journal (créé en 1892) attire dans les années 1890 plusieurs écrivains du groupe de Catulle Mendès et devient le principal support de contes de presse, tandis que des journaux déjà bien établis tels que Le Figaro, Le Gaulois ou Gil Blas s'inspirent des expérimentations de L'Écho de Paris et font du conte de presse un véritable argument de vente. Si le journal féministe La Fronde — à la visibilité certes moindre — propose aussi des contes, La Lanterne utilise son Supplément — un magazine séparé dont elle augmente la fréquence de parution à trois fois par semaine après 1900 —, pour publier des contes, notamment des anciens contes de l'équipe de Mendès. Des années 1880 à 1900, des journaux littéraires comme Gil Blas, L'Écho de Paris ou Le Journal publient deux à trois contes chaque jour, notamment en première page.
Au début du XXe siècle, de plus en plus d'écrivains investissent le conte de presse, considéré non seulement comme une voie d’accès à la littérature romanesque ou au théâtre, mais qui assure en outre des revenus plus ou moins stables. En effet, depuis le début des années 1890, un grand nombre de quotidiens et d'hebdomadaires se convertissent au genre — et créent pour l'occasion pour l'accueillir une rubrique spéciale — offrant ainsi aux auteurs de nombreux débouchés. Grâce à ces multiples supports, le conte de presse multiplie ses registres, qui s'étendent alors au mystère, au sentimental ou encore au fantastique. Maurice Level, qui commence sa carrière d'écrivain dans Le Journal en 1901 en produisant des contes tragiques, renouvelle en profondeur le conte cruel en instaurant la technique de la double chute, ainsi qu'un mécanisme narratif clôturant le récit sur une ironie tragique et sans retour.
Le quotidien Le Matin, bien qu'ayant tardé par rapport à ses concurrents à se convertir au genre, entreprend à partir de 1900 de proposer des contes de presse avant de progressivement en devenir le principal support. En effet, si Le Journal continue de publier des contes, après la Première Guerre mondiale, il perd sa prépondérance sur le genre. En parallèle, les autres journaux diminuent leur publication de contes ou l'abandonnent tout simplement. Pour prendre la première place au Journal et s'imposer comme le principal support de contes de presse, Le Matin embauche d'ailleurs — et le fait savoir à ses lecteurs à grand coup de publicité — Colette comme directrice littéraire responsable des rubriques de contes de journaux. Entre 1908 et 1914, le quotidien fait paraître plus de 2 100 contes à raison d'un par jour, dont ceux de Jean Giraudoux, Charles-Louis Philippe et Colette sont les plus connus. Cette production dans Le Matin dure jusqu'en 1940. 
Après la guerre, les restrictions éditoriales influent sur la liberté créative des conteurs, qui produisent de moins en moins de récits audacieux, innovants pour éviter de choquer le lectorat. Ces productions, de plus en plus stéréotypées, voient leur fréquence progressivement diminuer dans les journaux. Finalement, ce genre littéraire tombe en désuétude après la Seconde Guerre mondiale.

## Un genre littéraire tombé dans l'oubli
Les contes de presse ont souffert d'une absence d'archivage qui a condamné la grande majorité à l'oubli. En effet, c'est parce que ces œuvres journalières — ou le cas échéant hebdomadaires — étaient considérées comme une littérature éphémère, inconsistante, que leurs auteurs ont cherché à leur donner une seconde vie, en les rassemblant dans des recueils, pour une publication en librairie. Cependant, le peu d'importance économique et de prestige de ces recueils ont limité les tentatives de pérennisation de leurs contes, quand bien même ces derniers avaient auparavant connu plusieurs publications dans des journaux nationaux, régionaux ou étrangers. 
Alors même que ce genre littéraire connaît son apogée durant l'entre-deux-guerres, la plupart des contes ne sont pas compilés au contraire de la période précédente. Ils connaissent néanmoins une seconde vie de manière invisible, en servant de sources d'inspiration pour de nouvelles œuvres littéraires, théâtrales ou cinématographiques, qui y puisent alors nombre de sujets.
Non considéré dans son ensemble, ni par les critiques contemporains, ni par les historiens littéraires, le conte de presse a échappé à la recherche jusqu'au début du XXIe siècle. Cependant, grâce à la numérisation des périodiques, toute cette production littéraire jusqu'alors inaccessible — et par conséquent inexploitée — a pu sortir de l'oubli.